# Archidiocèse d'Aix-en-Provence et Arles
Ne pas confondre avec le Palais archiépiscopal d'Aix-en-Provence
L'archidiocèse d'Aix et Arles (en latin : Archidioecesis Aquensis in Gallia -Arles ; en occitan provençal : archidiocèsi de Ais de Provença e Arle ou archidioucèsi de z'Ais e Arle) est un des archidiocèses de l'Église catholique en France.
Il aurait été fondé dès le Ier siècle. De 1801 à 1822, il couvre les départements des Bouches-du-Rhône et du Var. Depuis 1822, il ne couvre plus que trois des quatre arrondissements des Bouches-du-Rhône : celui d'Aix-en-Provence, celui d'Arles et celui d'Istres.
Depuis 2002, il est suffragant de l'archidiocèse métropolitain de Marseille et relève de la province ecclésiastique de Marseille qui couvre la région Provence-Alpes-Côte d'Azur et la collectivité territoriale de Corse.
Jusqu'à la fin de l'Ancien Régime, l'archevêque d'Aix-en-Provence est le président-né des États de Provence, le premier procureur-né du pays et le président-né de l'assemblée générales des communautés.
De 1409 à la fin de l'Ancien Régime, il est aussi le chancelier de l'université d'Aix.
De 1822 à 2002, l'archevêque d'Aix-en-Provence relève le titre d'archevêque d'Arles et celui d'archevêque d'Embrun. Depuis 2002, il ne relève plus que celui d'Arles, le titre d'Embrun étant relevé par l'évêque de Gap. Depuis 2022, l'archevêque d'Aix et Arles est Christian Delarbre.
Entre 1790 et 1801, Aix-en-Provence fut le siège du diocèse du département des Bouches-du-Rhône, un des quatre-vingt-trois diocèses de l'Église constitutionnelle créé par la constitution civile du clergé.

## Diocèse
Selon la tradition, son fondateur, saint Maximin serait venu de Judée avec Lazare et ses deux sœurs, Marthe et Marie-Madeleine. Une autre tradition indiquerait que c'est Saint Trophisme envoyé par Saint Pierre qui fonda l'église d'Arles. Ces mythes datent du Moyen Âge et sont trop tardifs pour avoir une valeur historique. On saît que l'église d'Arles exista en 254 avec l'évêque Marcien, selon Cyprien de Carthage.
L'ancien diocèse d'Aix fut bientôt borné, à l'ouest, par les diocèses d'Arles et de Tarascon, au nord, par le diocèse d'Avignon, à l'est, par le diocèse de Fréjus et, au sud, par le diocèse de Marseille.
L'Assemblée Constituante supprima les diocèses d'Arles et de Marseille et fit du diocèse d'Aix le siège de l'évêché départemental des Bouches-du-Rhône.
Au concordat de 1801, le diocèse de Toulon, supprimé, et une partie du diocèse de Riez, également supprimé, furent réunis au diocèse d'Aix.
De ce vaste territoire, le 6 octobre 1822, la bulle Paternae caritatis du pape Pie VII rétablit les diocèses de Fréjus et de Marseille et le diocèse d'Aix devint Aix (-Arles-Embrun).

Carte de l'archidiocèse d'Aix & Arles au sein des Bouches-du-Rhône, avec doyennés, paroisses et unités pastorales.

## Province ecclésiastique
La province ecclésiastique suivait souvent la division des provinces romaines. Soumis par le pape Symmaque à l'église d'Arles, ce fut en 794, au concile de Francfort, que le diocèse d'Aix acquit son autonomie et jouit de l'autorité métropolitaine.
Les limites de la province ecclésiastique restèrent inchangées pendant près d'un millénaire depuis sa création jusqu'à la Révolution française. L'archevêché d'Aix avait alors pour diocèses suffragants ceux d'Apt, Fréjus, Gap, Riez et Sisteron.
Au concordat de 1801, les suffragants d'Aix furent Avignon, Digne, Nice et Ajaccio. En 1822, l'érection d'Avignon en archevêché et la restauration de plusieurs diocèses nécessitèrent une nouvelle répartition des diocèses. Aix eut alors comme suffragants Ajaccio, Digne, Fréjus, Gap et Marseille. Nice y fut joint en 1860 et Alger de 1838 à 1867, date de son élévation en archevêché.
Depuis 1822, l'archevêque d'Aix porte en même temps les titres d'Arles et d'Embrun.
Le 8 décembre 2002, l'archevêché d'Aix n'est plus métropolitain mais devient suffragant de l'archidiocèse de Marseille, élevé au rang de métropolitain.

## Évêques originaires du diocèse d'Aix-en-Provence
- Guy de Kerimel, archevêque de Toulouse
- Thierry Scherrer, évêque de Perpignan-Elne

### Articles liés
- Archidiocèse d'Arles
- Palais archiépiscopal d'Aix-en-Provence
- Cathédrale Saint-Sauveur d'Aix-en-Provence
- Paroisse de Mimet
- Liste des églises des Bouches-du-Rhône
- Liste des chapelles des Bouches-du-Rhône
- Circonscriptions catholiques françaises depuis 2002
- Église catholique en France